# Conus epistomium
Conus epistomium é uma espécie de gastrópode do gênero Conus, pertencente à família Conidae.